# 공소권 없음
공소권 없음(公訴權－)은 불기소 처분의 하나로 피의사건에 관해 소송조건이 결여된 상황에 내리는 결정으로 반의사불벌죄의 경우는 피해자가 처벌을 원하지 않을 경우나 법인 상대로 고소를 했을시 법인이 사라졌거나, 피의자가 사망한 경우 등에는 검사의 공소권이 소멸되므로 기소를 할 수 없기 때문에 검사가 내리는 결정이다.
예를 들어, 통상 피의자가 사망할 경우 공소권 없음 처분이 내려진다. 범죄성립 여부를 판단하지 않는다는 점에서 수사 결과 범죄 사실이 입증되지 않을 때 내리는 무혐의 결정과 확실히 구별된다. 검찰이 지난 1995년 7월 18일에 5·18 사건과 5·18 관련자들에 대해 이 결정을 내려 재야단체와 법조계 등의 큰 반발을 사기도 하였다.